# グナエウス・カルプルニウス・ピソ
グナエウス・カルプルニウス・ピソ（Gnaeus Calpurnius Piso, 紀元前44年 - 20年）は、ユリウス＝クラウディウス朝の元老院議員。ヒスパニアの総督、およびプロコンスルとしてアフリカを統治した。ゲルマニクスの殺害の嫌疑をかけられた。9年にはコンスル職に就任している。
17年に皇帝ティベリウスによってシリア属州の総督に任命され、4師団とともに赴く。一説によるとティベリウスは東方の行政を視察したゲルマニクスを抑えるための秘策を授けていたと言われている。ゲルマニクスはピソとたびたび口論をかわし、19年にピソは任地であるシリアを離れた。とくに証拠はなかったが、同年に彼の任地離脱とゲルマニクスの死が重なったため、当時の人々はピソがゲルマニクスを毒殺したとの噂が広がっていた。
そしてゲルマニクスの死後、再びピソがシリアに軍団を連れて赴いたことが当時の人々の怒りを買い、これを見てティベリウスはピソの容疑を元老院で裁判にかけることを命令した。そしてピソは自殺する。
人々はこの顛末を、ゲルマニクス暗殺を支持したティベリウスが、事の真相を隠蔽するために殺させたのだと噂した。